# Méchoui-massacre
Méchoui-Massacre est un roman noir de Jean-Pierre Bastid publié en 1974 dans la collection Super noire chez Gallimard.

## Résumé
Dans un village d'Auvergne, un drame sanglant met aux prises Mistigri, le patriarche, et ses filles contre des immigrés et les forces de l'ordre.

## Édition
En 1974, chez Gallimard dans la collection Super noire no 2.

## Réédition
En 1982, chez Gallimard dans la collection Carré noir no 428. 